# La Bande des quatre (film, 1988)
Pour les articles homonymes, voir La Bande des quatre.
Pour plus de détails, voir Fiche technique et Distribution.
La Bande des quatre est un film français de Jacques Rivette sorti en 1988.

## Synopsis
Anna, Cécile, Joyce et Claude sont étudiantes au même cours d'art dramatique : le cours de Constance Dumas, qui n'a comme élèves que des filles. Les quatre habitent un pavillon de la banlieue parisienne, où elles forment une petite communauté. Un jour, Cécile quitte non le cours, mais la maison où elle est remplacée par une autre élève : Lucia. Pour Cécile apparemment heureuse de partir vivre avec un homme, la situation va pourtant se dégrader. Dans le même temps, les habitantes du pavillon sont approchées l'une après l'autre par un homme mystérieux et joueur, qui change de prénom à chaque apparition. Les quatre amies comprennent que cet homme enquête sur Cécile, ou sur son compagnon. Mais sans parvenir à deviner ses intentions ni son objectif. Pendant ce temps, le cours continue : les élèves au fil des séances, sont confrontées aux difficultés de l'apprentissage. Leur professeur est à la fois une figure de référence et un personnage un peu mystérieux. L'homme va réussir à s'introduire dans la maison. 

## Fiche technique
- Réalisation et scénario : Jacques Rivette, Pascal Bonitzer, Christine Laurent
- Photo : Caroline Champetier
- Son : Florian Eidenbentz
- Montage : Catherine Quesemand
- Musique du générique final : Monteverdi (Hor che'l ciel e la terra)
- Durée: 160 min.
- Genre : drame

## Distribution
- Bulle Ogier : Constance Dumas
- Benoît Régent : Thomas Santini
- Laurence Côte : Claude
- Fejria Deliba : Anna
- Bernadette Giraud : Joyce
- Inês d'Almeida : Lucia
- Nathalie Richard : Cécile
- Irina Dalle : Esther
- Irène Jacob : Marina
- Michel Vuillermoz : le premier agresseur
- Albert Dupontel : le deuxième agresseur
- Caroline Gasser : Raphaële

## Distinctions
Ce film reçoit le prix Michel Simon de la meilleure actrice pour Nathalie Richard en 1989. Il remporte également le prix FIPRESCI à la Berlinale 1989.